# Право на образовање
Право на образовање је једно од људских права који се односи на децу као и на одрасле. Прихваћен је захваљујући конвеницијама које су земље Европе и шире потписале. Данас је скоро 75 милиона деце широм света свакодневно спречено да иду у школу. Од 2015. године, 164 државе su су потписале ову конвенцију.
Право на образовање такође укључује одговорност за пружање основног образовања за појединце који нису завршили основно образовање. Поред ових одредби о приступу образовању, право на образовање обухвата и обавезе ученика да избегавају дискриминацију на свим нивоима образовног система, да успоставе минималне стандарде образовања и побољшају квалитет образовања.

## Појава права
Право на едукацију се појављује у следећим декларацијама:
- Универзална декларација о људским правима из 1948. (члан 26),
- Међународни пакт о економским, социјалним и културним правима из 1966. (чланци 2, 13 и 14 ),
- Међународна конвенција о уклањању свих облика расне дискриминације (чл. 1, 2 и 5 ),
- Конвенција о елиминацији свих облика дискриминације жена (члан 1 и 10 ),
- Конвенција о правима детета (чл. 2, 9, 28 и 29 ),
- Европска конвенција о људским правима (члан 2 првог додатног протокола)
- Конвенција о правима особа са инвалидитетом (члан 24) .

Присутан је и у Европској социјалној повељи Савета Европе и европској судској пракси која стипулише:
„Obrazovanje mora biti usmjereno ka punom razvoju ljudske ličnosti i jačanju poštivanja ljudskih prava i osnovnih sloboda. Ono mora unaprjeđivati razumijevanje, toleranciju i prijateljstvo među svim narodima, rasnim ili vjerskim grupama, i podržavaće djelovanje Ujedinjenih nacija u održanju mira.”

### Oквир за акцију у Дакару
Дакарски оквир за акцију, усвојен на Светском образовном форуму у Дакару (април 2000.године), „потврђује циљ образовања за све“, одржаној у Јомтиену ( Тајланд ) 1990. године. Овај оквир инсистира приступ свима основној школи, као и на праву жена да имају образовање. Такође садржи обећање земаља донатора и организација да „ниједна земља која се озбиљно обавезала на основно образовање неће бити фрустрирана недостатком ресурса“.
Према Миленијумској декларацији коју је генерална скупштина усвојила 2015. године, деца широм света, дечаци и девојчице, моћи ће да заврше комплетан циклус основног образовања и имати приступ свим нивоима образовања.
Два Миленијумска развојна циља су посебно релевантна :
- циљ 2   : "Осигурати основно образовање за све"
- циљ 3   : „Промовисати родну равноправност и оснажити жене“

### Права на образовање
Извештач о праву на образовање навео је четири карактеристике образовања:
- депрецијација: обавеза државе да успостави образовни систем који има довољан број школа да се побрине за искорјењивање свих основа дискриминације забрањених међународним конвенцијама и могућност да родитељи бирају образовање које ће се дати њиховој деци;
- приступачност: уклањање свих препрека за приступ образовању за сву децу школског узраста без дискриминације и по разумним трошковима;
- прихватљивост: минимални стандарди квалитета, сигурности и здравље животне средине уз поштовање људских права, слободе образовања и садржаја и метода наставе;
- прилагодљивост: усклађивање права према старосној доби, ваншколско образовање за оне који немају приступ образовним установама (деца и млади лишени слободе, избеглице и расељена лица); прилагођавање образовања ради промоције остваривања свих основних права .

### Члан 26. Универзалне декларације о људским правима
Svako ima pravo na obrazovanje. Obrazovanje treba da bude besplatno bar u osnovnim i nižim skolama. Osnovno obrazovanje je obavezno. Tehničko i stručno obrazovanje treba da bude svima podjednako dostupno na osnovu njihove sposobnosti.

## У Србији
У Србији право на едукацију је обележено и усвојено законом о основама система образовања и васпитања и прикључује се ставу Савета Европе потписивајући конвенију о праву едукације 11. септембра 2001. године.